# Камф, Тереза
Тереза Камф (швед. Therese Kamph, 25 февраля 1836, Видён, Вермланд — 19 октября 1884, приход Кафедрального собора Гётеборга) — шведский педагог.

## Биография
Тереза Камф родилась в поместье в Вермланде в 1836 году и была одной из девяти детей полкового комиссара Пера Фредрика Камфа.
До 15 лет Тереза училась в женской школе-интернате в Карлстаде, потом прошла учительские семинары в Гамбурге, в 1870 г. переехала в Стокгольм и в 1870—1872 гг. училась в Högre lärarinneseminariet («Высшей семинарии для учителей»). В 18 лет вместе с сестрой открыла пансионы для девочек в Карлстаде и Кристинехамне.
В 1872 году она стала директором школы для девочек Kjellbergska flickskolan после смерти основательницы и предыдущей руководительницы Хелены Эльдруп. Она энергично принялась за работу. Женщиной она была энергичной, темпераментной и амбициозной, но при этом обладала обаянием и умела располагать к себе. Её радикализм и строгость часто приводили к конфликтам, но если в начале её карьеры в школе было всего три класса и 40 учениц, то через 12 лет учебном заведении насчитывалось уже 10 классов и 160 учениц, и оно стало одним из ведущих образовательных учреждений в Швеции.
Она часто совершала учебные поездки, чтобы найти новые идеи. В 1884 г. она также организовала учебные семинары для преподавательниц.
Тереза Камф умерла в 1884 году в Гётеборге.